# ジャッキー・スミス
ジャクリーン・ジル・“ジャッキー”・スミス（英: Jacqueline Jill "Jacqui" Smith、1962年11月3日 - ）は、イギリスの政治家。労働党所属。
ブラウン内閣で内務大臣を務めた。2003年からは枢密院議員にも選ばれている。
スミスはイギリス初の女性内務大臣であり、Great Offices of Stateと呼ばれる主要4大ポストに就いた女性は、マーガレット・サッチャー（首相）、マーガレット・ベケット（外相）に次いで3人目である。

## 経歴

### 政界入り
ウスターシャーのマルヴァンで生まれ、オックスフォード大学ハートフォード・カレッジを卒業する。1997年の総選挙でレディッチ選挙区から出馬し初当選を果たす。この選挙では、ブレア人気の恩恵を受けて大勢の女性議員が当選し、これらの議員は“ブレア・ベイビー”と呼ばれた。
1999年には政務次官となり、閣外相のエステル・モリスと共に職業・教育省を監督した。2001年の総選挙の後は保健省の閣外相に任命される。2003年には女性担当政務次官となり、大臣のパトリシア・ヒューイットと共に同性婚に関する政策に関った。 
2005年の総選挙の後、落選したスティーヴン・トウィッグの代わりに学校閣外相に任命された。彼女の仕事ぶりは賞賛され、閣内相のルース・ケリーよりも高評価を得た。

### 庶民院院内幹事
2006年の内閣改造では、庶民院の院内幹事に任命された。ゴードン・ブラウン財務大臣の支持者たちがブレア首相に辞任を迫ると、彼女はこの対立を沈めることに成功する。BBCのニック・ロビンソン政治記者は、彼女を「ブレア派とブラウン派の対立に平和をもたらす者」と評価した。
彼女はブレア派に所属しており、トニー・ブレアとその政策に対して非常に忠実であった。庶民院でのブレア退陣演説の際にも涙を見せている。

### 内務大臣
ゴードン・ブラウンが首相に就任すると、彼の内閣で内務大臣に任命される。女性としては初の就任であり、Great Offices of Stateとよばれる首相・外相・財務相・内相の主要ポストについた女性は史上3人目であった。ブラウン内閣の発足に当たっては、このスミスの登用が最大のサプライズとされた。大臣任命は2007年6月28日のことであったが、彼女の内務大臣としての初仕事は、まさに翌日、29日のロンドン車爆破事件と30日のグラスゴー国際空港テロ事件への対応であった。
2007年7月19日、スミスは1980年代に大麻を使用していたことを暴露され、それを認めた。
2009年3月29日、スミスの夫が見た有料アダルトビデオの料金が、長期間に渡ってインターネット料金と共に公費で支払われていたことが『サンデー・エクスプレス』紙により暴露された。スミスは、不適切な行為だったとして夫を強く非難した上で、私費により返済することを約束した。しかし統一地方選を目前に控えていたため、騒動の責任を取り内務大臣の職を辞任することを表明した。後任には保健相のアラン・ジョンソンが就任した。
2010年イギリス総選挙では、労働党への逆風や前述のスキャンダルの影響もあり、保守党のカレン・ラムリーに敗れ落選した。
一連のスキャンダル以前は、ブラウン首相の後継者の最有力候補と見られていた。

### 政界復帰
2024年7月6日、スターマー内閣の技能担当大臣に任命された。同時に、マルバーンのスミス男爵夫人（Baroness Smith of Malvern）として一代貴族に叙された。

## 私生活
1987年10月、スミスはリチャード・J・ティムニー（1963年生）とマルヴァンで結婚した。1993年9月と1998年6月、それぞれ息子が誕生している。
サッカークラブ、アストン・ヴィラFCの熱狂的なサポーターとして知られ、余暇には試合観戦に時間を費やしている。

## 参照
1. 1 2  “First woman at the Home Office: Jacqui Smith”. The Independent.  オリジナルの2007年12月23日時点におけるアーカイブ。 2008年1月22日閲覧。 {{cite news}}: 不明な引数|coauthors=が空白で指定されています。 (説明)⚠
2. ↑  “Profile: Jacqui Smith”. BBC News 2008年5月15日閲覧。 {{cite news}}: 不明な引数|coauthors=が空白で指定されています。 (説明)⚠
3. ↑  Public Whip: Voting Record - Jacqui Smith MP
4. ↑  The Daily Telegraph - Baptism of fire for new Home Secretary Smith
5. ↑  “Home Secretary: I smoked cannabis”. BBC News. 2008年7月8日閲覧。
6. ↑  https://edition.cnn.com/2009/WORLD/europe/03/30/jackie.smith.husband.pornography/index.html?iref=topnews
7. ↑  経費スキャンダルで閣僚相次ぎ辞任、英ブラウン政権に崩壊の危機AFPBB News、2009年6月4日
8. ↑  Robinson, Nick. “Premier Performance”. BBC News. 2008年7月8日閲覧。
9. ↑  Glover, Julian (2008年5月20日). “Labour's poll rating worst since Thatcher”. The Guardian. 2008年7月8日閲覧。
10. 1 2  “Ministerial Appointments: July 2024” (英語). GOV.UK. 2025年8月15日閲覧。
11. ↑  “The Rt Hon Baroness Smith of Malvern” (英語). GOV.UK. 2025年8月15日閲覧。
12. ↑  Aston Villa FC - Government Approval